# János Gyöngyösi

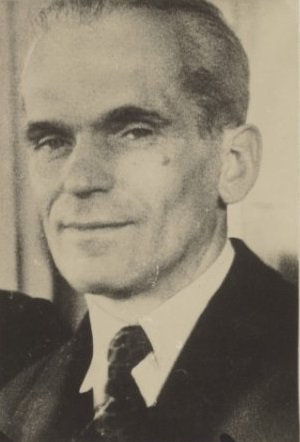
János Gyöngyösi 1945

János Gyöngyösi (geboren 3. Mai 1893 in Rokycany, Österreich-Ungarn; gestorben 29. Oktober 1951 in Budapest) war ein ungarischer Publizist, Politiker und Außenminister.

## Leben
Gyöngyösi absolvierte die geisteswissenschaftliche Fakultät der Universität Budapest, an der er promovierte. 1920 erhielt er das Diplom eines Gymnasiallehrers. Von 1920 bis 1921 arbeitete er als Journalist bei der Budapester Zeitung Az Est, ab 1922 als Redakteur der liberalen Tageszeitung Békésmegyei Közlöny in Békéscsaba. Später – 1937 – gründete er seine eigene Zeitung Békéscsabai Újság.

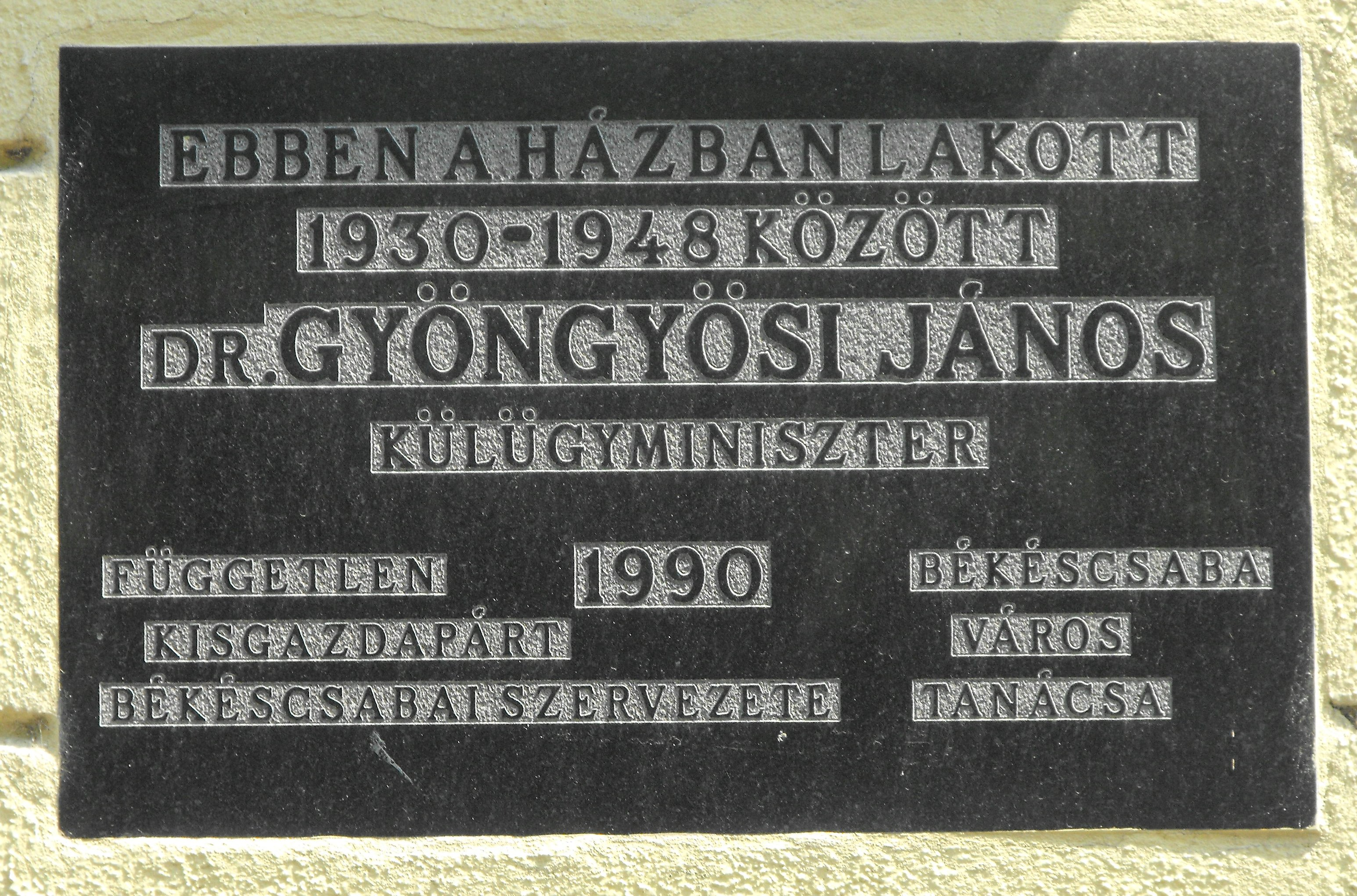
Gedenktafel am ehemaligen Wohnsitz von „Dr. Gyöngyösi János“ in Békéscsaba

Unterdessen war er schon 1929 der Unabhängigen Kleinlandwirte-, Landarbeiter- und Bürger-Partei beigetreten und war 1930 in Békés an deren Umorganisation zur Oppositionspartei beteiligt. 1939 wurde er Mitglied des zentralen Parteivorstandes.
Nachdem im Zweiten Weltkrieg am 6. Oktober 1944 die Rote Armee in Békéscsaba einmarschiert war, wurde Gyöngyösi Mitglied des Vorbereitungs-Ausschusses der Provisorischen Nationalversammlung. Vom 22. Dezember 1944 bis zum 22. Dezember 1947 war er anfangs Außenminister der Provisorischen Regierung, später unter den Regierungen von Zoltán Tildy und Ferenc Nagy.
Unterdessen hatte Gyöngyösi am 20. Januar 1945 als Vorsitzender des ungarischen Waffenstillstandskomitees den Waffenstillstandsvertrag in Moskau unterzeichnet.
Nachdem die Vertreibung der ungarischen Minderheit aus der Slowakei begonnen hatte, wandte sich Gyöngyösi in einem Fernschreiben an den in Großbritannien tätigen ungarischen Journalisten und nichtoffiziellen Berater des Außenministerium András Révai, der daraufhin die englischsprachige Öffentlichkeit mit einem Artikel in der Tageszeitung The Times entsprechend informierte.
Als Gyöngyösi im Folgejahr die ungarische Delegation auf der Pariser Friedenskonferenz 1946 leitete, formulierte er dort am 14. August die ungarische Beschwerde sinngemäß wie folgt:
„Den 650.000 in der Slowakei lebenden Ungarn hat man nicht nur die Staatsbürgerschaft genommen, sondern auch die elementarsten Rechte. Ihr Besitz wurde eingezogen. Ein Ungar darf weder körperliche noch geistige Arbeit annehmen. Um Rechtsschutz kann er sich nirgendwohin wenden. Er darf nicht Gewerkschaftsmitglied sein. Seine Bürgerrechte kann er nicht ausüben. Der Gebrauch der ungarischen Sprache ist in den Ämtern — ja sogar in der Kirche und in der Öffentlichkeit — verboten und wird bestraft. In der Tschechoslowakei darf keine ungarisch-sprachige Zeitung oder Zeitschrift erscheinen. Man darf weder ungarisch telefonieren noch telegraphieren. Die Ungarn dürfen keine Radios besitzen. Alle ungarischen Schulen sind geschlossen worden und sogar der Privatunterricht in ungarischer Sprache ist eine strafbare Handlung. Die tschechoslowakischen Behörden haben alle Beamten und Angestellten ungarischer Abstammung entlassen und ihre Rentenzahlungen eingestellt. Kriegsversehrte, Kriegswitwen und Waisen bekommen keinerlei Hilfe.“
Am 10. Februar 1947 unterzeichnete Gyöngyösi als Vorsitzender der ungarischen Friedensdelegation den Pariser Friedensvertrag.